# ELC Electroconsult
La ELC Electroconsult (ELC) è una società di ingegneria italiana fondata il 20 aprile 1955 dalle principali società private italiane operanti nella pianificazione, progettazione e costruzione di impianti idroelettrici nelle Alpi. La società ha sede a Milano, in Italia.

## Attività
Le attività in tutto il mondo dell'ELC riguardano lo studio, la progettazione, la gestione della costruzione di dighe, strutture idrauliche, progetti idroelettrici e multiuso riguardanti l'irrigazione e lo sviluppo agricolo, nonché la generazione di energia termoelettrica e geotermica, i sistemi di trasmissione e distribuzione di energia, la gestione della costruzione del progetto, la protezione ambientale, sociale e studi istituzionali, finanziamento di progetti ed ingegneria civile.

## Progetti significativi
- Itaipu[2], confine brasiliano/paraguayano
- Dighe Inga, fiume Congo
- Diga di Kurobe[3], Giappone
- Diga di Tachien[4], Taiwan
- Diga del Dez, Iran
- Damietta, Egitto
- Mingəçevir, Azerbaigian
- Miravalles[5], Costa Rica
- Momotombo, Nicaragua
- Ahuachapán, El Salvador
- Majes, Perù
- Progetti idroelettrici sul fiume Gilgel Gibe (Gilgel Gibe I[6], II, III), Etiopia
- Diga di Ridracoli, Italia